# 林エリカ
林 エリカ（はやし えりか、1981年11月15日 -）は、日本の元AV女優。

## 略歴
2000年11月に『HAPPY』でAVデビュー。

## 出演作品

### アダルトビデオ
2000年
- HAPPY （11月19日、宇宙企画）
- 花とみつばち （12月15日、宇宙企画）

2001年
- 「I WISH」 （1月23日、マックス・エー）
- コスプレFUCK エリカちゃん人形 （2月18日、宇宙企画）
- TABOO （3月23日、マックス・エー）
- プラスチックガール （4月28日、シャイ企画）
- 監禁ブルマーレイプ（5月23日、メディア・タイフーン）
- 妹えりか （6月23日、メディア・タイフーン）

2002年
- LOVE2ハイスクール （3月1日、MOODYZ）
- AV虎の穴 （3月26日、ワンズファクトリー）
- 太賀麻郎の愛の嵐 （4月1日、MOODYZ）
- コスプレ美少女 バーチャル アニメーション （4月5日、GLAY'z）

2003年
- 龍縛監禁凌辱 3 （9月8日、アタッカーズ）…共演:月神琴